# Constantino Bodin
Constantino Bodin fue un rey del siglo XI que gobernó el Reino de Duklja  de 1081 a 1101. Fue emperador de Bulgaria con el nombre de Pedro III en 1072. Fue miembro de la dinastía Vojislavljevic de Doclea y podría trazar su sangre a la primera dinastía, la Casa de Vlastimirović.

## Origen
Constantino Bodin era un hijo del rey Miguel I (Mihajlo I), de Doclea (o Zeta) y Neda. Miguel sucedió a su padre como "Príncipe de los serbios" era el hijo del príncipe Stefan Vojislav y Teodora Kosara, nieta del emperador Samuel de Bulgaria.

## Emperador de Bulgaria como Pedro III
En 1072 los nobles búlgaros en Skopie planearon una rebelión contra el dominio bizantino encabezados por Georgi Voiteh, un descendiente de la antigua nobleza búlgara. Los rebeldes consultaron al rey Miguel I de Zeta para ofrecer a uno de sus hijos, como descendiente de la Casa de Cometopuli, el trono búlgaro.

Bulgaria bajo el dominio bizantino. Se muestran las diversas rebeliones contra el imperio que acontecieron durante el siglo, entre ellas de la Jorge Voiteh y Constantino Bodin.

En el otoño de 1072, Constantino Bodin, el séptimo hijo de Miguel, llegó a Prizren con un pequeño séquito de soldados y se reunió con Georgi Voiteh y otros representantes de la nobleza búlgara. En Prizren se le coronó «emperador de los búlgaros» con el nombre de Pedro III, en recuerdo de dos caudillos búlgaros: el santo-emperador Pedro (muerto en 970) y Pedro II Delyan (que había dirigido la primera gran rebelión contra el dominio bizantino en 1040-1041).
Su jefe militar, el voivoda Petrilo, se dirigió al sur y tomó Ohrid y Devol, pero sufrió una derrota en Kastoria. Las tropas del recién coronado Pedro III tomaron Niš y Skopie con la ayuda de Georgi Voiteh, el primero que traicionó a Pedro III, y luego trató de traicionar a los bizantinos, pero fue en vano. En otra batalla Pedro III fue hecho prisionero por los bizantinos y enviado, junto con Georgi Voiteh, cautivo a Constantinopla. George Voiteh murió en el camino, mientras que Pedro III languideció en prisión, primero en Constantinopla y después en Antioquía.

## Rey de Doclea

Los territorios de Constantino.

Alrededor de 1078 marineros venecianos rescataron a Constantino Bodin de su cautiverio y lo regresaron a su padre Miguel I de Doclea. Poco después, en 1081, Miguel murió, y Constantino Bodin sucedió a su padre como rey.
En 1085, Constantino y sus hermanos habían reprimido una revuelta por sus primos, los hijos del hermano de Miguel, Radoslav el zupa de Zeta, y Constantino Bodin gobernó sin oposición. A pesar de su anterior oposición al Imperio bizantino, Constantino Bodin en un primer momento apoyó a los bizantinos contra el ataque de Roberto Guiscardo y sus normandos en Durazzo en 1081, pero luego se retiró, permitiendo a los normandos tomar la ciudad.
En esta época, Constantino Bodin se casó con la hija de un noble pronormando de Bari. Las relaciones de Constantino Bodin con Occidente incluyeron su apoyo al papa Urbano II en 1089, que le aseguró una importante concesión: la ascensión de su obispo al rango de arzobispo.
Constantino Bodin intentó mantener el gran reino que le dejó su padre. Para ello, hizo campaña en Bosnia y Rascia, logrando la instalación de sus sobrinos Marko y Vukan como župans en este último. Los dos príncipes eran hijos del medio hermano de Constantino Bodin Petrislav, que había gobernado Rascia alrededor de 1060-1074. Sin embargo, después de la muerte de Roberto Guiscardo en 1085, Constantino Bodin se enfrentó a la hostilidad del Imperio bizantino, que recuperó Durazzo y se dispuso a castigar al rey de Doclea por ponerse del lado de los normandos.
La campaña bizantina contra Doclea está fechada entre 1089 y 1091 y pudo haber tenido éxito con la toma de Constantino Bodin como prisionero por segunda vez. Aunque el reino sobrevivió, territorios distantes como Bosnia, Raska, y Hum (Zahumlia) se separó bajo sus propios gobernadores. Exactamente lo que sucedió con Doclea es desconocido, y posiblemente pudo haber habido una guerra civil durante el cautiverio de Constantino Bodin. La reina Jakvinta persiguió implacablemente a los posibles aspirantes al trono, como el primo de Bodin, Branislav y su familia. Después que gran un número de estas personas fueron asesinados o exiliados por Constantino Bodin y su esposa, la iglesia trató de impedir un derramamiento de sangre inminente por la amenaza de una completa guerra civil.

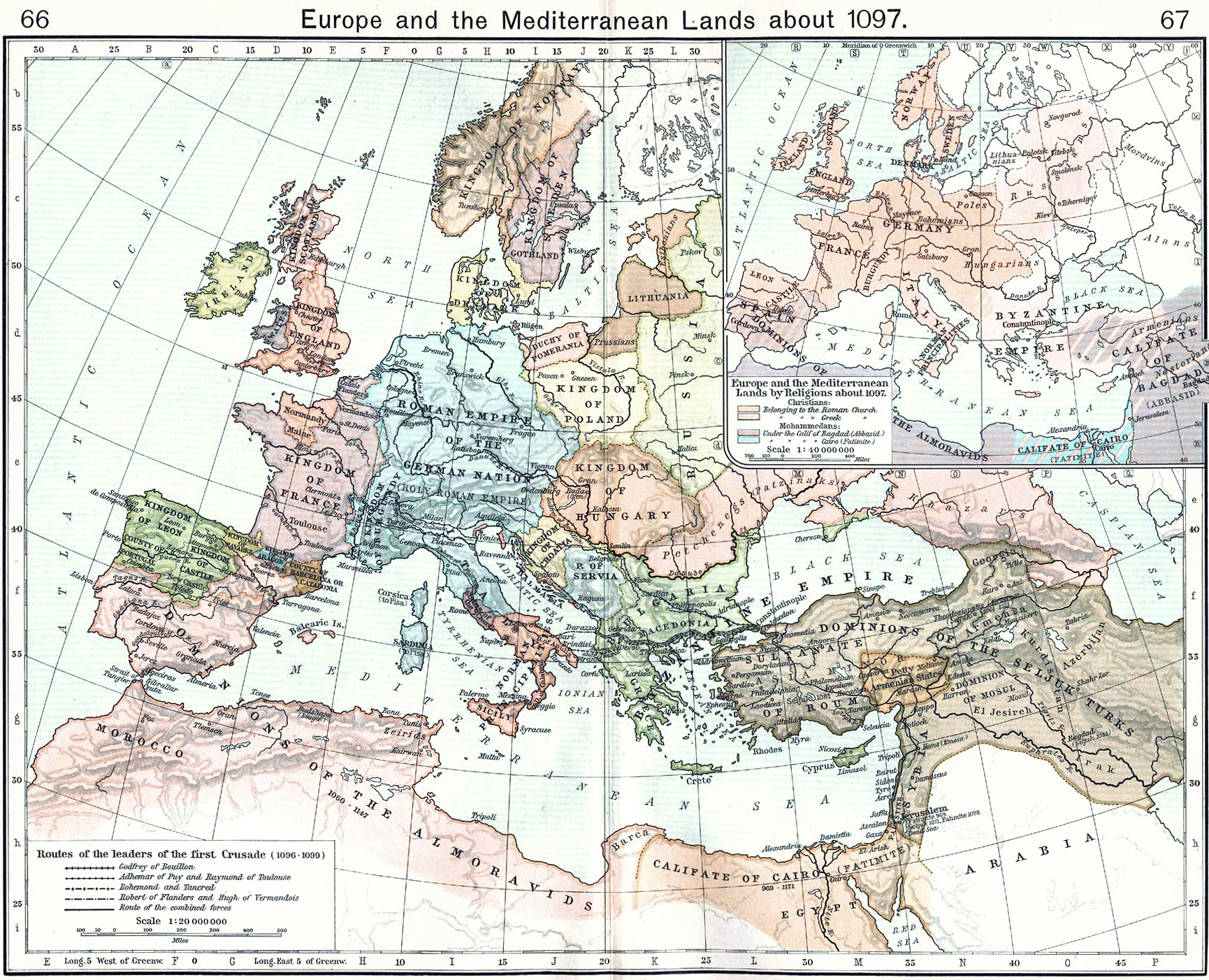
Mapa de la Primera Cruzada.

En el invierno de 1096-1097 los cruzados de Raimundo de Tolosa se reunieron con Bodin en Escútari: se los recibió con hospitalidad y entretenimientos.
A la muerte de Constantino Bodin en 1101 o 1108, posiblemente, Doclea se vio envuelta en el conflicto dinástico que había comenzado a desarrollarse durante su reinado.

## Matrimonio
Con su esposa Jakvinta de Bari, Constantino Bodin tuvo varios hijos, entre ellos:
- Miguel (Mihajlo II), rey de Duklja c. 1101-1102
- Jorge (Đorđe), rey de Duklja c. 1118 y 1125-1127